# Leopold Mandić
Leopold Mandić, rojen kot Bogdan Mandić, hrvaški kapucin, znani spovednik in svetnik, * 12. maj 1866, Herceg Novi, Boka Kotorska, Avstrijsko cesarstvo (danes Črna gora), † 30. julij 1942, Padova, Italija.
Leopold Mandić se je rodil v kraju Herceg Novi v današnji Črni gori 12. maja 1866. Pri krstu je dobil ime Bogdan. Po etnični pripadnosti je bil Hrvat. Fizično je bil zelo občutljiv, visok je bil le 1,35 metra, okornega koraka in jecljav. Razvil je izjemno duhovno krepost. Goduje 30. julija.
Čeprav je hotel biti misijonar v Vzhodni Evropi, je skoraj večino svoje odrasle dobe preživel v Italiji. Živel je v Padovi od leta 1906 do konca življenja. Tekom 1. svetovne vojne je eno leto preživel v italijanskem zaporu, ker se ni hotel odpovedati hrvaški narodnosti. Nenehno je sanjal o ponovni združitvi katoliške in pravoslavne cerkve ter o tem, da bi šel nekam na Vzhod. Postal je znan kot apostol spovedi in apostol enotnosti. Ustvaril je znamenito molitev, ki je bila nekakšen znanilec današnjega ekumenizma.

## Mladost
Bogdan je bil 12. otrok Dragice Carević in Petra Mandića, lastnika ribiškega ladjevja. Starša sta izhajala iz vasi Zakučac, ki je danes v zaledju mesta Omiš, 28 km od Splita. Rodbina je imela plemenite korenine, katerih izvor sega v pokrajino Vrhbosna v Bosni, od koder je pobegnila pred Turki.
Oče je malega Bogdana vsako jutro spremljal k sveti maši, kar je bilo takrat povsem neobičajno. V globoko krščanskem družinskem ozračju se je že zgodaj učil moliti. Leopold je trpel zaradi nezmožnosti, ki se je izražala predvsem pri govoru kot jecljanje ter pri njegovi postavi, ki je bila spačena. Družina je sčasoma izgubila večino premoženja in postala bolj sočutna do tistih, ki so se znašli v podobnih problemih. Tako je Leopold nekega osirotelega obupanca kasneje takole tolažil v spovednici: »Razumem vaš žalostni položaj, saj je tudi moja družina bila nekoč bogata, a je izgubila vse svoje imetje in dobrine ter zapadla v bedo.« Živeč v Herceg Novem med pravoslavci je zgodaj spoznal in izkusil žalostno dejstvo razdeljenosti krščanskih bratov. Zato je že kot deček govoril: Dobro, jaz se bom posvetil reševanju tolikih siromašnih in nesrečnih ljudi. Postal bom njihov misijonar.« Ob spremljanju življenja in dela kapucinskih bratov  v svojem rodnem mestu, ki so jih cenili tudi pravoslavci, je mislil, da bo svoj cilj najlažje ustvaril, če vstopi v njihov red. Starši so se z njegovo odločitvijo strinjali, čeprav jim je bila ločitev težka. Novembra 1882, ko je bil star 16 let, je odšel v Udine, da bi vstopil v semenišče benečanskih kapucinov. Dve leti kasneje je bil premeščen v samostan Bassano del Grappa, kjer si je privzel ime Leopold. Prve stanovske zaobljube je naredil leto kasneje v maju, večne zaobljube pa čez štiri leta za tem, v letu 1888.
Sredi 80-ih let 19. stoletja je hrvaški škof Josip Juraj Strossmayer sprožil gibanje, ki je bilo osredotočeno na enotnost in blagoslov stolnice Đakova in Srijema, za katerega se je ogrel tudi Leopold. 20. septembra 1890 je kardinal Domenico Agostini Leopolda posvetil za duhovnika v Benetkah. Star je bil 24 let.
Po kratkem bivanju v Zadru (1890), Reki in Kopru (1906/1907) je bil končno poslan v Padovo. Doumel je, kako bo izvrševal svoj ekumenski apostolat in vzkliknil: »Od zdaj in v bodoče bo vsaka duša, ki bo iskala mojo uslugo, bila moj vir."

## Delo in nezmožnosti
Ko je med 1. svetovno vojno zavrnil, da bi se odrekel hrvaški narodnosti, je bil prisiljen oditi v južno Italijo. Nikoli namreč ni prejel italijanskega državljanstva. Ves ta čas se je Leopold oklepal upanja, da se bo zmožen vrniti v svojo domovino in pridigati med svojimi ljudmi, kar mu je zavoljo njegovih nezmožnosti predstavljalo pravo spretnost. Med poglavitnimi tegobami je trpel tudi za želodčnimi bolečinami, slabim vidom in za artritisom. Nič kaj presenetljivo so kapucinski podaniki ignorirali njegove bolezenske napade zaradi poznavanja njegovega zdravstvenega stanja.
Med bivanjem v Italiji je bila Leopoldova glavna zaposlitev spovedovanje, ki jo je opravljal 34 let. Bratje kapucini so ga pogosto kritizirali zaradi njegovega pristopa do spovedi, češ da je preveč prizanesljiv in sočuten. Njegova sočutnost je kazala, da je bolj razumevajoč in usmiljen do ljudi, ki so prihajali k njemu in jih je obravnaval zelo blagohotno. Pri vprašanjih z otroki je bil neprekosljiv, bil je zagovornik življenja in še posebno ljubeč do nosečih mater in malih otrok. Naredil je veliko delo s postavitvijo sirotišnic za otroke brez staršev.
Leopold je bil globoko vdan Devici Mariji, ki jo je klical kar moja sveta gospodarica. Znan je bil po precej pogosti molitvi rožnega venca in vsakodnevni sveti maši pri stranskem oltarju Marijine podružnice. Po molitvi in maši je hodil obiskovat domove bolnikov in bólnice po vsej Padovi. Obiskoval je tudi kapucinsko bolnišnico, kjer je pomagal bolnim menihom, s tem da jim je svetoval in jih opominjal k ohranitvi vere.

## Smrt in kanonizacija
Trpel je za rakom na požiralniku, ki je povzročil njegovo smrt pri 76 letih. Dne 30. julija 1942, ko se je pripravljal na liturgijo, se je zgrudil na tla. Odpeljali so ga v njegovo celico, kjer je prejel poslednji zakrament. Menihi, zbrani ob njegovi glavi, so peli Salve, Regina (Pozdravljena, kraljica) in ko so prišli do besed O milostljiva, o dobrotljiva, o sladka Devica Marija, je umrl.
Med vihro 2. svetovne vojne sta bila cerkev in del samostana, kjer je Leopold živel, uničena. Toda Leopoldova celica in spovednica sta ostali nepoškodovani. Leopold je pred svojo smrtjo ta dogodek napovedal z besedami: »Cerkev in samostan bosta zadeta z bombami, ne pa tudi ta majhna celica. Tu je Bog izvrševal tolikšne milosti ljudem, da mora ostati kot spomenik Božje dobrote.« Papež Pavel VI. ga je beatificiral 2. maja 1976, Janez Pavel II. pa ga je med škofovsko sinodo 16. oktobra 1983 kanoniziral. To se je zgodilo v svetem letu odrešenja, ob 5. obletnici papeževega pontifikata in 25. obletnici škofovstva. Leopolda so naslovili kot apostola enotnosti.